# Allophylus scrobiculatus
Allophylus scrobiculatus är en kinesträdsväxtart som först beskrevs av Poeppig, och fick sitt nu gällande namn av Ludwig Radlkofer. Allophylus scrobiculatus ingår i släktet Allophylus och familjen kinesträdsväxter. Inga underarter finns listade i Catalogue of Life.